# Safrax
Safrax, Saphrax o Safrac (? - aproximadament 400) fou un duc ostrogot que va liderar el seu poble un cop mort el rei Vitimir.
Probablement d'origen alà. Després de la guerra contra els huns del 376 va liderar el seu poble juntament amb Alateu com a regent del rei infant Videric (Widoric) contra l'Imperi Romà. Així, va participar amb Alateu a la Batalla d'Adrianòpolis el 378.